# Chlum (okres Plzeň-jih)
Obec Chlum se nachází v okrese Plzeň-jih, kraj Plzeňský. Žije zde 240 obyvatel.

## Historie
První písemná zmínka o obci pochází z roku 1379.